# Lavinia Wilson
Lavinia Wilson (n. 8 martie 1980, München) este o actriță germană.

## Date biografice
Lavinia Wilson s-a născut în München, ea este fiica unei politologe germane și al unui arheolog nordamerican. Numele de Lavinia i-a fost dat din mitologia romană. Deja la vârstă de 11 ani ea apare pe micul ecran în câteva filme pentru copii. Ulterior va primi roluri mai importante în filme ca Todesreigen,  Das erste Mal, Eine ungehorsame Frau, Zimmer mit Zimmer mit Frühstück, sau în drama Julietta. Ea trăiește în prezent cu actorul german Barnaby Metschurat.

## Filmografie
- 1992: Leise Schatten (Regie: Sherry Horman)
- 1993: Todesreigen (Regie: Vivian Naefe)
- 1993: Chopin - Bilder einer Trennung (Regie: Klaus Kirschner)
- 1996: Das erste Mal (Regie: Connie Walther)
- 1998: Eine ungehorsame Frau (Regie: Vivian Naefe)
- 1998: Waxwing (Kurzfilm, Regie: Beryl Schennen)
- 2000: 20.13 – Mord im Blitzlicht (TV) (Regie: John Bradshow)
- 2000: Schule (Regie: Marco Petry )
- 2000: Zimmer mit Frühstück (Regie: Michael Verhoeven)
- 2001: Julietta (Regie: Christoph Stark)
- 2001: Poppen (Kurzfilm; Regie: Marco Petry)
- 2001: Verraten und verkauft - Ein starkes Team (Regie: Johannes Grieser)
- 2001: Vier Meerjungfrauen (Regie: Ulrich Zrenner)
- 2002: Der Wannsee-Mörder (Regie: Jörg Lühdorff)
- 2003: Schussangst (Regie: Dito Tsintsadze)
- 2004: Allein (Regie: Thomas Durchschlag)
- 2004: Tatort: Stirb und werde (Regie: Claudia Garde)
- 2005: Æon Flux (Regie: Karyn Kusama)
- 2005: Damals warst Du still (Regie: Jasmin Krieger)
- 2005: Floh (Regie: Christine Wiederkehr)
- 2006: Die Familienanwältin (Regie: Christoph Schnee)
- 2006: Hüttenzauber (Regie: Clemens Pichler)
- 2006: Mutig in die neuen Zeiten – Nur keine Wellen (Regie: Harald Sicheritz)
- 2006: Tatort: Das zweite Gesicht (Regie: Tim Trageser)
- 2006: Vier Meerjungfrauen 2 (Regie: Ulrich Zrenner)
- 2007: Der letzte Zeuge (TV, 7. Staffel, fünf Folgen) (Regie: Bernhard Stephan)
- 2007: Eine stürmische Bescherung (Regie: Ulrich Zrenner)
- 2007: Freigesprochen (Regie: Peter Payer)
- 2007: Leben auf Hochglanz (Regie: Cornelia Poppe und Franziska Runge)
- 2008: Marie Brand und die tödliche Gier (Regie: René Heisig)
- 2008: Monogamie für Anfänger (Regie: Marc Malze)
- 2008: Tandoori Love (Regie: Oliver Paulus)
- 2009: Ein Dorf sieht Mord (Regie: Walter Weber)
- 2009: Frau Böhm sagt Nein (Regie: Connie Walther)
- 2009: Lenz (Regie: Andreas Morel)
- 2009: Lulu & Jimi (Regie: Oskar Roehler)
- 2009: Tatort – Falsches Leben (Regie: Hajo Gies)
- 2009: Tod aus der Tiefe (Regie: Hans Horn)
- 2010: 2030 – Aufstand der Jungen (Regie: Jörg Lühdorff)
- 2010: Entzauberungen (Regie: Andreas Pieper)
- 2010: Golm (Regie: Andreas Pieper)
- 2010: Tod einer Schülerin (Regie: Mark Schlichter)
- 2011: Der letzte schöne Tag (Regie: Johannes Fabrick)
- 2011: Lisas Fluch (Regie: Petra Wagner)
- 2011: Wilsberg – Frischfleisch (Regie: Hans-Günther Bücking)
- 2012: Der Kriminalist – Schumanns Fehler (Regie: Christian Görlitz)
- 2012: Erlebnisfall - Letzte Spur Berlin (Regie: Filippos Tsitos)
- 2012: Flemming – Staatsbesuch (Regie: Florian Kern)
- 2012: Rosa Roth – Trauma (Regie: Carlo Rola)
- 2012: Sechzehneichen (Regie: Hendrik Handloegten)
- 2012: Stolberg – Tödliches Netz (Regie: Andi Niessner)
- 2012: Weil ich schöner bin (Regie: Frieder Schlaich)
- 2013: Blutgeld (Regie: René Heisig)
- 2013: Die Chefin (Regie: Florian Kern)
- 2013: Quellen des Lebens (Regie: Oskar Roehler)
- 2013: Tatort – Boroswski und der Engel (Regie: Andreas Kleinert)